# Ignacio Garrido
Ignacio Garrido (* 27. März 1972 in Madrid) ist ein spanischer Profigolfer der European Tour.
Er gewann 1992 die English Amateur Open Stroke Play Championship und wurde 1993 Berufsgolfer. Nach einer Saison auf der Challenge Tour wurde Garrido 1994 Mitglied der European Tour. Seine beste Spielzeit hatte er 1997, die er als sechster der European Tour Order of Merit abschloss, was ihm die Einberufung in das – später siegreiche – europäische Team des Ryder Cups in Valderrama brachte. Sein prestigeträchtigster Turniersieg gelang ihm 2003 bei der Volvo PGA Championship im Stechen gegen den Südafrikaner Trevor Immelman.
Ignacio Garrido ist der älteste Sohn von Antonio Garrido, einem fünffachen Turniersieger der European Tour und Ryder Cup Spieler des Jahres 1979. Die beiden Garridos sind somit erst die zweite Vater-Sohn-Kombination nach Percy und Peter Alliss, die jeweils im Ryder Cup antraten.

## Turniersiege
- 1993: Challenge AGF (Challenge Tour)
- 1996: Hassan II Trophy (Marokko)
- 1997: Volvo German Open (European Tour)
- 2003: Volvo PGA Championship (European Tour)

## Teilnahmen an Teambewerben
- Ryder Cup (für Europa): 1997 (Sieger)
- Alfred Dunhill Cup (für Spanien): 1995, 1996, 1997
- World Cup (für Spanien): 1995, 1996, 1997, 2003
- Seve Trophy (für Kontinentaleuropa): 2003